# Kamas (Utah)

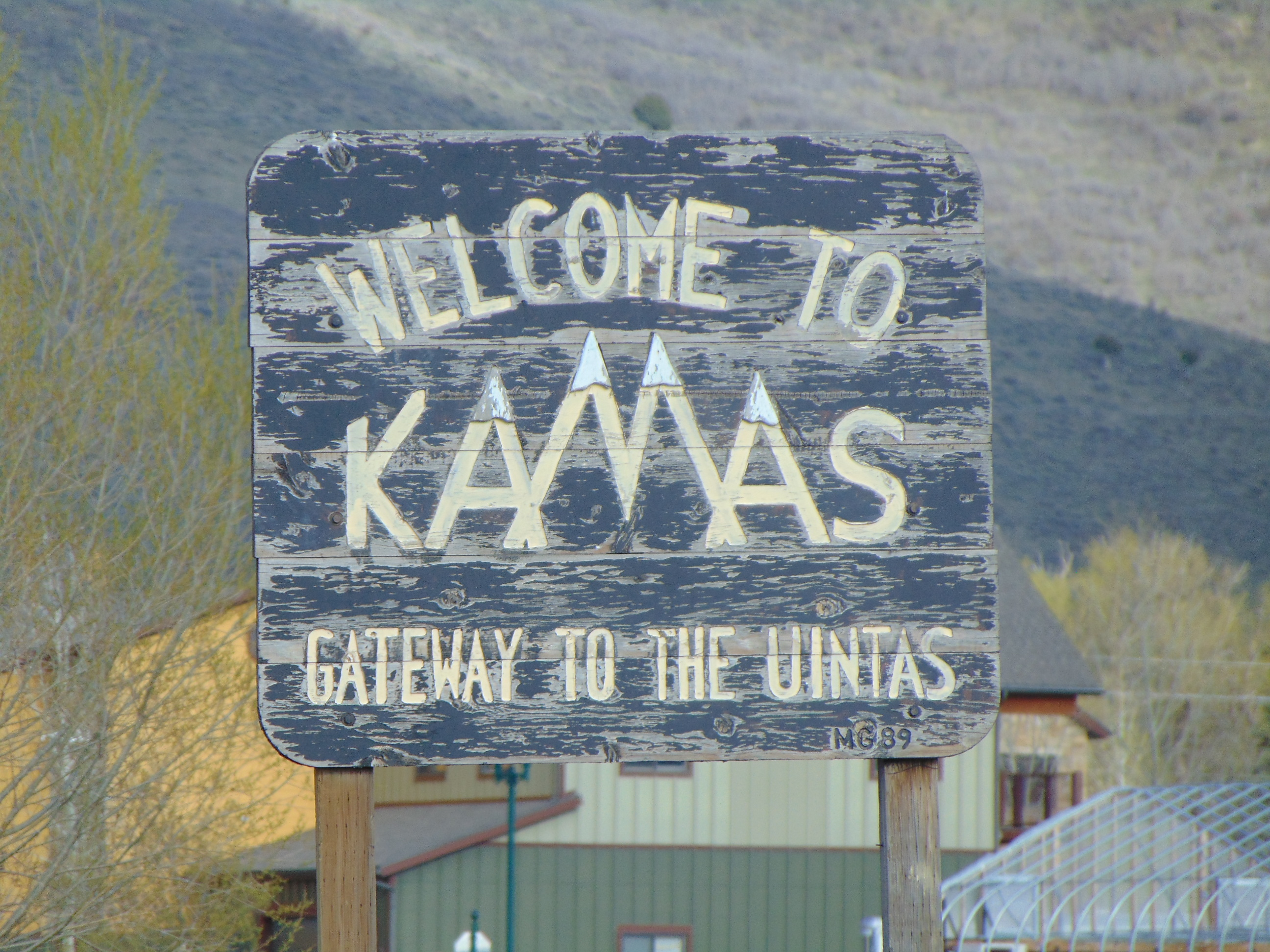
Cartel de Bienvenido a Kamas en la ruta estatal 248 de Utah (West 200 South) en Kamas, Utah, abril de 2016.

Kamas es una ciudad del condado de Summit, estado de Utah, Estados Unidos. Según el censo de 2000 la población era de 1.274 habitantes.
Las principales industrias son la cría de ganado y el turismo. Los forasteron conocen la ciudad como La Puerta de las Montañas Uintas (The Gateway to the Uinta Mountains). La pesca, la acampada, excursiones, el montañismo, y otras actividades al aire libre son practicadas por vecinos y turistas. Kamas es la ciudad más cercana al campamento de Boy Scout Camp Steiner.
En la localidad se encuentra la escuela South Summit (con enseñanza elemental, media e instituto). La escuela atiende a estudiantes de: Peoa, Oakley, Marion, Samak, Francis, y Woodland, así como a estudiantes de los cercanos Weber y Mirror Lake Canyons. 
La religión mayoritaria en la zona, así como en la mayor parte de las poblaciones rurales de Utah es la Iglesia de Jesucristo de los Santos de los Últimos Días.

## Geografía
Kamas se encuentra en las coordenadas 40°38′32″N 111°16′39″O / 40.64222, -111.27750.
Según la oficina del censo de Estados Unidos, la ciudad tiene una superficie total de 4,1 km². No tiene superficie cubierta de agua.
- Datos: Q483326
- Multimedia: Kamas, Utah / Q483326